# Geschichte des Vereinigten Königreichs von Großbritannien und Nordirland
Nach dem Irischen Unabhängigkeitskrieg wurde 1921 der Anglo-Irische Vertrag geschlossen, der für 26 der 32 Irischen Countys die Unabhängigkeit von Großbritannien garantierte. Die sechs nördlichen Countys von Ulster blieben als Nordirland Teil des Vereinigten Königreiches. Der offizielle Name änderte sich erst 1927 in „Vereinigtes Königreich Großbritannien und Nordirland“.
Zur vorhergehenden Geschichte Großbritanniens siehe Geschichte des Vereinigten Königreichs von Großbritannien und Irland.

## Zwischenkriegszeit

### Innenpolitik
Die Liberalen, die das 19. Jahrhundert politisch bestimmt hatten, verloren zunehmend an Bedeutung. Ein Grund dafür war die Tatsache, dass sich die Wähler stärker über die Zugehörigkeit zur bürgerlichen oder Arbeiterklasse definierten und dadurch entweder zu den Konservativen oder zu Labour tendierten. Darüber hinaus hatten die zahlreichen staatlichen Eingriffe in viele Politikfelder während des Ersten Weltkrieges den Liberalen programmatisch geschadet. Zu einer regelrechten Spaltung und damit Schwächung der Liberalen hatte 1916 ein Streit zwischen Lloyd George und Herbert Henry Asquith geführt. Zunächst profitierten vor allem die Konservativen von dieser Entwicklung, da die Labour Party noch nicht stark genug war, um die Mehrheit im Unterhaus zu erringen.
Einer der wichtigsten Streitpunkte der Politik nach dem Kriegsende 1918 war die Auseinandersetzung um eine protektionistische oder eine freihändlerisch ausgerichtete Wirtschaftspolitik. Diese Debatte brachte bei der Unterhauswahl 1923 sowohl den Liberalen als auch Labour Stimmgewinne, was 1924 zu einer ersten Labour-Minderheitsregierung unter Ramsay MacDonald mit liberaler Billigung führte, doch noch im selben Jahr übernahmen nach einer Neuwahl mit Stanley Baldwin wieder die Konservativen das Amt des Premiers.
Die 1920er Jahre waren geprägt von harten Arbeitskämpfen, die sich an der geplanten Privatisierung des international kaum noch konkurrenzfähigen Bergbaus entzündeten. 1926 weitete sich ein Streik der Bergarbeiter zum Generalstreik aus, doch brach er bald zusammen. Zusammen mit einem danach erlassenen Streikverbot führte dieser Misserfolg zu einer Schwächung der Gewerkschaften.
1928 erhielten die Frauen ab 21 Jahren das Wahlrecht. Bei den Wahlen von 1929 wurde die Labour Party erstmals stärkste Partei, und Ramsay MacDonald bildete eine Minderheitsregierung, die nach zwei Jahren in eine Regierungskrise stürzte.
Das Statut von Westminster vom 11. Dezember 1931 bestätigte den 1926 festgelegten Status der Dominions, siehe unten. Zur Bewältigung der Weltwirtschaftskrise setzte die britische Politik von 1931 bis 1935 unter dem Premier Ramsay MacDonald auf die Beteiligung von liberalen und konservativen Ministern. Diesen Mehrparteienkurs verfolgte auch Ramsays konservativer Nachfolger Stanley Baldwin, er wird mit dem Begriff “National Government” bezeichnet. Der Widerstand von Parlamentariern führte aber zu Parteispaltungstendenzen. Unter beiden Regierungen wurde zudem eine Wirtschaftspolitik nach den Prinzipien des Ökonomen John Maynard Keynes verfolgt.
Das Ansehen der Monarchie wurde beeinträchtigt, als Eduard VIII. darauf bestand, eine bereits zweimal geschiedene Amerikanerin zu heiraten. 1936 wurde er zur Abdankung gezwungen.

### Außenpolitik
Außenpolitisch ging Großbritannien zunächst gestärkt aus dem Ersten Weltkrieg hervor. Durch die weitgehend kampflose Vernichtung der deutschen Flotte war die wichtigste konkurrierende Seemacht verschwunden, ohne dass dafür britische Marineressourcen im größeren Maß verbraucht worden wären. Das Kolonialreich wurde durch den Erwerb ehemals deutscher Kolonien, mehr aber noch durch Teile des Osmanischen Reiches vergrößert. Zudem war Russland durch die Revolution vorerst als geopolitischer Konkurrent ausgeschaltet. Insgesamt setzte sich nach dem Krieg auch unter dem Eindruck der starken Friedensbewegung in der Arbeiterschaft eine Haltung durch, die auf Verhandlungen zum Klären internationaler Streitigkeiten setzte und aus der sich später die Appeasement-Politik entwickelte.
Das Verhältnis zu den USA war ambivalent. Die Vereinigten Staaten überflügelten Großbritannien in der Zwischenkriegszeit als wichtigste Wirtschaftsmacht der Welt. Zudem begann die amerikanische Flotte die Größe der britischen zu erreichen. Aufgrund der zwischen Isolationismus und Intervention schwankenden Haltung der Vereinigten Staaten blieb die britische Außenpolitik unsicher im Umgang mit den USA. 1921 und 1922 gab es eine Reihe von Konferenzen in Washington, in denen beide Länder ein Flottenabkommen abschlossen, die Briten aber ihr Bündnis mit Japan aufkündigen mussten.
Noch zwiespältiger war die Haltung dem nachrevolutionären Russland gegenüber. Zwar unterstützte die britische Politik zunächst die zarentreuen Kräfte, doch gab es in der Arbeiterschaft starke Sympathien für die kommunistische Seite. In den ersten Nachkriegsjahren taten sich die britischen Regierungen schwer, die zukünftige Rolle und Bedeutung Russlands einzuschätzen, doch begann eine langsame Annäherung. Die Unterstützung für die auf dem Rückzug befindlichen zarentreuen Truppen ging zurück, während vorsichtig Beziehungen zur kommunistischen Regierung geknüpft wurden. 1921 wurde ein erster Handelsvertrag geschlossen, 1924 offizielle diplomatische Beziehungen aufgenommen.
Misstrauisch wurde in Großbritannien die französische Außenpolitik betrachtet, der man den Versuch der Hegemoniebildung auf dem Kontinent unterstellte. Ein mögliches Wiedererstarken Deutschlands wurde zwar als Gefahr angesehen, dennoch schätzte vor allem Lloyd George die Bedeutung eines stabilen Deutschland für die Wirtschaft Mitteleuropas hoch ein. Politisch erkannte er ihm die Bedeutung eines wichtigen Gegengewichts gegen Frankreich und das kommunistische Russland zu. Deshalb wandte sich die britische Politik weitgehend geschlossen gegen die Ruhrbesetzung, versuchte die Reparationsforderungen der Siegermächte Deutschland gegenüber zu mildern und zeigte Verständnis für deutsche Bemühungen nach einer Teilrevision der Versailler Verträge.
In den britischen Kolonien begannen die lokalen Eliten ein Selbstbewusstsein zu entwickeln. In Indien war diese Bewegung zunächst am stärksten und wurde von der Kongresspartei unter Mahatma Gandhi getragen. Während die Kolonialverwaltung meist zu Zugeständnissen bereit war, verlangte die Zentralregierung Repressionen. In den 1930er Jahren begann sich zunächst ein gewisses Mitspracherecht der Inder in ihrem Land zu etablieren. Ähnliche Entwicklungen spielten sich auch in China und Ägypten ab. In den Siedlungskolonien wie Kanada und Australien kam unterdessen die bereits vorher begonnene Entwicklung zu mehr Eigenständigkeit zu einem vorläufigen Höhepunkt: Mit der Balfour-Definition wurde 1926 die weitgehende Selbstverwaltung als Dominions formuliert und 1931 im Statut von Westminster festgeschrieben. Damit begann die Auflösung des British Empire, die nach dem Zweiten Weltkrieg ihren Abschluss finden sollte.
Die nationalsozialistische Machtübernahme wurde in Großbritannien als der Beginn des seit dem Kriegsende erwarteten „Wiedererstarken Deutschlands“ gewertet. Bündnisangebote Hitlers lehnten die britischen Regierungen ab, verstärkten aber ihre Appeasement-Politik und versuchten zugleich die USA und die Sowjetunion aus diesen Verhandlungen herauszuhalten, um selbst die bestimmende Macht zu bleiben. Lediglich einzelne konservative Abgeordnete, Labour und Winston Churchill sprachen sich entschieden gegen das Appeasement Deutschland gegenüber aus. Wegen der angespannten Haushaltslage war die Regierung zudem an einer Beschränkung der Rüstungskosten interessiert (nachdem nach dem Ersten Weltkrieg extrem abgerüstet worden war) und schloss daher 1935 ein britisch-deutsches Flottenabkommen, bei dem das Verhältnis der Flotten auf 35 : 100 (D : GB) festgelegt wurde. Um das dadurch verbesserte Verhältnis zu Deutschland nicht zu gefährden und wegen der verbreiteten Antikriegsstimmung in der Bevölkerung, billigte Großbritannien 1936 die deutsche Rheinlandbesetzung, obwohl das dem Vertrag von Versailles widersprach, und akzeptierte 1938 den „Anschluss Österreichs“ an Deutschland. Kurz darauf machte sich Neville Chamberlain sogar für die Annahme des Münchner Abkommens von 1938 stark, das die Tschechoslowakei zur Abtretung des Sudetenlandes an Deutschland verpflichtete. An diesem Punkt versagte der Großteil seines Kabinetts dem Premierminister die weitere Unterstützung. Erst als Hitler entgegen seinen Versprechungen im März 1939 in Prag einmarschierte, sagte das Vereinigte Königreich in einer Garantieerklärung Polen, im April dann auch Griechenland und Rumänien für den Fall einer Invasion militärische Unterstützung zu. Bereits 1932 war Großbritannien von der Abrüstungspolitik seit 1918 abgewichen, 1934/35 wurden Modernisierungsprogramme vor allem für Luftwaffe und Marine aufgelegt. Im April 1939 wurde angesichts einer drohenden deutschen Invasion die allgemeine Wehrpflicht wieder eingeführt und Verhandlungen mit Frankreich und der Sowjetunion aufgenommen.
Die wachsende Macht der Arbeiterschaft, die neuen Rechte der Frauen und die zunehmende Unabhängigkeit der Dominions lassen sich u. a. als Folgen der Zugeständnisse interpretieren, die die Regierung diesen Gruppen während des Krieges machten, um sie in die allgemeinen Kriegsanstrengungen einzubinden.

### Wirtschaftliche Entwicklung in der Zwischenkriegszeit
Während des Ersten Weltkrieges war die Produktion der Landwirtschaft enorm gesteigert worden, zum Teil durch staatliche Zwangsmaßnahmen. Grund dafür war der Rückgang des Imports durch den deutschen U-Boot-Krieg. Die eigentliche Modernisierung setzte aber erst mit der Mechanisierung der Landwirtschaft nach amerikanischem Vorbild nach dem Krieg ein. Am Vorabend des Zweiten Weltkrieges griff der Staat wieder stärker ein, mit dem Ziel einer größeren Selbstversorgung. Kunstdünger, Zuckerrüben und die Viehzucht wurden gefördert.
Auf dem Feld der Schwerindustrie hatte die einstige weltweite Führungsnation bereits kurz vor dem Ersten Weltkrieg massive Konkurrenz vor allem von den USA und Deutschland bekommen. Sowohl Kohleförderung als auch Schiffbau erreichten in der Zwischenkriegszeit nicht mehr den Stand von vor 1914. Lediglich der Stahlausstoß stieg weiter an. Zudem wurde die Kohle zunehmend von Öl als Energieträger verdrängt. In den 1930er Jahren wurden weite Teile des Landes an das Elektrizitätsnetz angeschlossen. In der Textilindustrie wurden asiatische Staaten zunehmend Konkurrenten Großbritanniens. In den neuen Industriezweigen wie Elektro-, Automobil- und Chemieindustrie besaß das Land keinen Startvorteil gegenüber den anderen Industriestaaten. Zudem verlor London seine Position als wichtigster Bankenstandort der Welt an New York. Die vor allem in den USA aufgenommenen Kriegskredite belasteten die britische Wirtschaft. Die USA und China hatten Großbritannien während des Krieges wichtige Absatzmärkte in Asien abgenommen.
Die Wirtschaftspolitik kehrte nach den umfassenden Eingriffen der Kriegswirtschaft nie wieder ganz zur Freihandelsorientierung des 19. Jahrhunderts zurück. Zu den Kriegsfolgen gehörte auch eine große Schuldenlast des Staates.
Die Weltwirtschaftskrise von 1929 hatte in Großbritannien geringere Auswirkungen als in den USA oder in Deutschland. Allerdings erreichte die Arbeitslosenquote 1932 zwölf Prozent. Als Reaktion auf die Krise wurde eine auf Ebene des Commonwealth protektionistische Handelspolitik verfolgt.

### Gesellschaftliche Entwicklung bis 1930
Das Bevölkerungswachstum setzte sich fort, wenn auch auf deutlich geringerem Niveau als im 19. Jahrhundert. Von 41,5 Millionen Einwohnern im Jahr 1901 stieg die Bevölkerung bis 1931 auf 47 Millionen. Grund für das geringe Wachstum war die zurückgegangene Geburtenrate, was wiederum auf eine beginnende Familienplanung zurückzuführen war.
Insgesamt verbesserten sich die Einkommensverhältnisse der Arbeiterschaft vor allem im Verlauf des Ersten Weltkrieges. Der Anteil der armen Bevölkerung sank ständig. Das staatliche soziale Netz hatte daran nur begrenzten Anteil. Stärker wirkte sich die Politik in Gestalt von Wohnbauförderung in der Zwischenkriegszeit auf die Verbesserung der Wohnverhältnisse aus. In der Mittelschicht wurde das Wohnen im eigenen Haus in dieser Zeit zum Regelfall. Darüber hinaus breitete sich der Besitz von Automobilen und Haushaltsgeräten aus, der Fleischverzehr nahm zu, ebenso der Konsum von Unterhaltungs-Dienstleistungen. Ebenfalls im frühen 20. Jahrhundert begann sich in verschiedenen Genres eine populäre Kulturproduktion zu entwickeln.

## Zweiter Weltkrieg

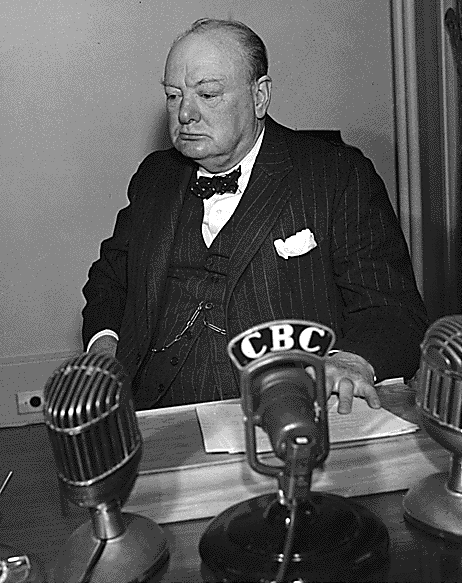
Churchill 1944

Nach dem deutschen Überfall auf Polen erklärten am 3. September 1939 das Vereinigte Königreich und Frankreich Deutschland den Krieg. Während des Kriegs in Polen konnte die britische Armee wegen des schnellen Vormarschs der Deutschen nicht eingreifen. Vielmehr wurden zunächst innenpolitische Kriegsvorbereitungen getroffen. Chamberlain nahm Winston Churchill, zuvor der Führer der innerparteilichen Opposition und heftiger Kritiker des Appeasements, als Marineminister in seine Kriegsregierung auf. Zudem wurden die Steuern erhöht, wichtige Güter rationiert und die Wehrpflicht wieder eingeführt. Erste militärische Aktion war eine Seeblockade gegen das Deutsche Reich. Bodentruppen wurden erstmals gegen den deutschen Überfall auf Dänemark und Norwegen eingesetzt, dann jedoch ohne größere Kampfhandlungen abgezogen, weil die Deutschen erneut überraschend schnell vorgingen. Als Reaktion darauf wurde Churchill neuer Premierminister und bildete eine Koalitionsregierung. In Frankreich kam es Anfang Juni 1940 zu einer Niederlage des britischen Expeditionsheeres in der Schlacht von Dünkirchen und zur glücklichen Evakuierung des Expeditionsheeres in der Operation Dynamo.
Nach der Kapitulation Frankreichs im Juni 1940 war das Vereinigte Königreich isoliert. Im Sommer und Herbst 1940 eskalierte die Luftschlacht um England. Die deutsche Luftwaffe versuchte zunächst ihr britisches Gegenstück am Boden zu vernichten, um eine Invasion auf der Insel vorzubereiten. Als dies misslang, gab Hitler im Herbst 1940 die Invasionspläne auf und setzte verstärkt auf den Luftkrieg gegen englische Städte. Bei deutschen Luftangriffen wurden Coventry, große Teile Londons und anderer Städte zerstört und mehr als 32.000 Zivilisten getötet. Bereits im Februar 1940 waren britische Truppen in Abessinien erfolgreich gegen Italien als Verbündeten Deutschlands vorgegangen und waren damit auch auf dem afrikanischen Kriegsschauplatz aktiv geworden, vor allem um seine Positionen im Nahen Osten zu schützen. Die Situation entspannte sich etwas, als Anfang 1941 die Vereinigten Staaten Großbritannien mit Kriegsmaterial unterstützten (Leih- und Pachtgesetz vom 11. März 1941) und im August die Atlantik-Charta zwischen Churchill und dem amerikanischen Präsidenten Franklin D. Roosevelt vereinbart wurde. Ebenfalls 1941 wurde eine Dienstpflicht für Frauen im Alter von 20 bis 30 Jahren eingeführt, die 1942 auf 18 bis 50 Jahre ausgeweitet wurde.
Nach dem japanischen Angriff auf Pearl Harbor im Dezember 1941 wurden große Teile des britischen Empire in Südostasien von den Japanern besetzt, und Churchills Position wurde geschwächt. Im Frühjahr 1942 begann die britische Luftwaffe mit verstärkten Angriffen auf Ziele in Deutschland, zunächst wurden ausschließlich militärische Einrichtungen unter Feuer genommen, schnell aber auch Städte, wobei dieses Vorgehen auch in Großbritannien umstritten war. Im August 1942 scheiterte eine übungsweise durchgeführte kurzfristige Landung an der französischen Küste. Am 1. Dezember 1942 legte Lord William Beveridge einen Bericht zur Einführung des Wohlfahrtsstaates vor.
Von Ende 1942 an stellten sich militärische Erfolge ein, zum einen im Nordafrikafeldzug unter Führung des Generals Bernard Montgomery, zum anderen bei der Invasion Siziliens und Italiens 1943, schließlich bei der Landung in der Normandie 1944 und der endgültigen Niederwerfung Deutschlands 1945. Rund 300.000 britische Soldaten waren gefallen, rund 60.000 britische Zivilisten durch deutsche Luftangriffe umgekommen. Die letzten Zivilisten, welche auf britischem Boden durch Kriegshandlungen starben, waren von den Vergeltungswaffen Nazideutschlands getötet worden.

## Seit dem Zweiten Weltkrieg

### Nachkriegszeit (1945–1951)
Trotz des militärischen Sieges wurden die Konservativen am 5. Juli 1945 abgewählt und
Clement Attlee wurde erster Labour-Premier mit einer eigenen parlamentarischen Mehrheit. Erstmals war es Labour gelungen, im größeren Umfang bürgerliche Wähler zu gewinnen.
Obwohl der britische Staat 1945–1947 große Zahlungsschwierigkeiten hatte, begann Attlee einige Verstaatlichungen (Bank of England, Kohlebergbau, Transportwesen, Gas- und Stromversorgung und – besonders umstritten – Eisen- und Stahlindustrie). Die British Overseas Airways Corporation war schon seit 1939 verstaatlicht.
Attlee hob Einschränkungen für die Gewerkschaftsarbeit auf und führte 1946 eine umfassende Sozialversicherungsgesetzgebung sowie den staatlichen Gesundheitsdienst National Health Service ein.
Beides beruhte auf den bereits während des Krieges erarbeiteten Konzepten und wurde von einer breiten Mehrheit in der Bevölkerung und der Politik getragen.
Die Regierung Attlee führte die staatlich gelenkte Wirtschaftspolitik der Kriegsjahre weiter, richtete sie keynesianisch aus und nahm zusätzlich zu den Kriegskrediten in großem Umfang Anleihen zur Finanzierung des Sozialstaats auf, vor allem bei den USA. Nahezu alle seiner umfangreichen wirtschaftspolitischen Projekte standen im Zeichen des Kampfes gegen die Arbeitslosigkeit. Eine Bildungspolitik, die das Bildungsniveau insgesamt heben und die Chancengleichheit erhöhen sollte, gehörte ebenfalls zum Reformprogramm und wurde von der Gründung zahlreicher neuer Universitäten begleitet. Zunächst erschienen die Reformen Attlees erfolgreich (um den Preis einer gestiegenen Staatsverschuldung): Ende der 1940er Jahre herrschte nahezu Vollbeschäftigung.
Unter anderem im September 1949 und Anfang 1950 wertete die Regierung das Pfund ab.
Im Juli 1944 einigten sich Repräsentanten von 44 Staaten auf das Bretton-Woods-System, ein System fester Wechselkurse.
Diese politische Devisenmarktintervention belebte zwar die Exportwirtschaft; sie war aber in Großbritannien angesichts der einstigen Bedeutung des Pfundes als Leitwährung der gesamten Welt unpopulär (wer Guthaben in Pfund besaß, erlitt eine Abwertung, die man auch als Teil-Enteignung rezipieren kann). Abwertungen können zu „Importierter Inflation“ führen (je größer die Importquote eines Landes, desto wahrscheinlicher ist sie).
1947 schied Indien (bis dahin Britisch-Indien) aus dem Empire aus. Damit begann ein Dekolonisations-Prozess, in dem Großbritannien nach und nach seine verbliebenen Kolonien verlor und auch innerhalb des Commonwealth an Einfluss verlor. Ebenfalls 1947 trat das Vereinigte Königreich auf Drängen der USA dem GATT bei. Ab 1948 erhielt es Hilfe aus dem Marshallplan. Im selben Jahr gab es die Verwaltung des Mandatsgebietes Palästina ab und gab Ceylon und Birma, heute Myanmar, die Unabhängigkeit. Außenpolitisch lehnte sich Großbritannien an die USA an, obwohl es sich selbst nach wie vor als Weltmacht verstand. Die Labour-Regierung (Kabinett Attlee), besonders Außenminister Ernest Bevin, trieb die Gründung der NATO 1949 entschieden voran, um die USA institutionell als Schutzmacht gegen die Sowjetunion an Westeuropa zu binden.
Am 20. Februar 1948 wurde das Doppelwahlrecht für Eigentümer und Akademiker (= die Möglichkeit, in zwei verschiedenen Wahlkreisen zu wählen) abgeschafft; seitdem gilt das Prinzip one man one vote.

### Konservative Regierungen (1951–1964)
Als die Konservativen mit Winston Churchill wieder den Premier stellten, ließen sie die Sozialgesetzgebung unangetastet und nahmen nur die Verstaatlichung der Eisen- und Stahlindustrie zurück. Es folgten Jahre wirtschaftlichen Aufschwungs mit hohen Wachstumsraten im Wohnungsbau. Die Krönungsfeierlichkeiten für Elisabeth II. 1953 standen für das Überwinden der Einschränkungen der Nachkriegszeit, die auf der Insel etwa bei der Lebensmittelrationierung länger angedauert hatten als in der Bundesrepublik Deutschland. Die 1950er und frühen 60er Jahre waren geprägt von einem wirtschaftlichen Aufschwung, der breiten Bevölkerungsschichten zu Wohlstand verhalf. Die Auseinandersetzungen zwischen Arbeitgebern und Arbeitnehmern erreichten einen für Großbritannien äußerst niedrigen Stand.
Premier Anthony Eden ließ sich 1956 zusammen mit Frankreich auf das Abenteuer einer Besetzung des Sueskanalgeländes ein, doch zeigte sich, dass keine Politik mehr gegen den gemeinsamen Druck von Sowjetunion und den USA möglich war. Eden trat zurück und Harold Macmillan wurde im Januar 1957 sein Nachfolger. Seine Regierung entließ zahlreiche Kolonien in die Unabhängigkeit (1957 Ghana, 1960 Britisch-Somaliland und Nigeria, später Sierra Leone, Somalia, Tansania, Uganda, Kenia, Malaysia, Zypern und Jamaika).
Großbritannien war eines der Länder, die Anfang 1960 die EFTA gegründeten. Ab Ende März 1960 forderte US-Präsident Kennedy die britische Regierung auf, der EWG beizutreten.
Am 9. August 1961 stellte die Regierung Macmillan einen Beitrittsantrag zur EWG (heute EU), den der französische Staatspräsident Charles de Gaulle am 14. Januar 1963 überraschend ablehnte. MacMillans Nachfolger Alec Douglas-Home unterlag bei der Unterhauswahl am 15. Oktober 1964 knapp dem Führer der Labour Party Harold Wilson.
Großbritannien zündete am 3. Oktober 1952 seinen ersten Kernwaffentest und wurde damit Atommacht. Im Rahmen seines Atomprogramms baute es eine Atomindustrie auf, die unter anderem zwölf Magnox-Reaktoren (Liste hier) errichtete; diese wurden im Zeitraum 1956 bis 1962 in Betrieb genommen und von 1988 bis 2003 stillgelegt. Vierzehn bis heute (2017) aktive AGR-Reaktoren mittlerer Größe gingen zwischen 1976 und 1989 in Betrieb; Sizewell B ist der einzige Druckwasserreaktor in Großbritannien.

### Von der Inflation seit 1964 zum Winter of Discontent (1978/79)
Wilson wurde bald mit einer erheblichen Inflation und einer daraus resultierenden andauernden Schwäche des Pfund Sterling und einer Zunahme der Arbeitslosigkeit konfrontiert, die er weder durch Preisbeobachtung noch durch Einschränkung der Einwanderung aus Commonwealth-Staaten in den Griff bekam. Zudem sanken die britischen Exporte zusehends, was unter anderem auf eine falsche Produkt- und Preispolitik vieler Unternehmen, insbesondere der staatlichen Konzerne, zurückzuführen war. Hohe Steuern, hohe Lohnabschlüsse und wieder streikfreudigere Gewerkschaften belasteten die Wirtschaft zusätzlich. Trotz Stützungsaktionen der Zentralbanken im Bretton-Woods-System war er 1967 schließlich doch zu einer Abwertung des Pfundes um 14,3 Prozent gezwungen, die den Währungsspekulanten Recht gab.
Auf anderen Politikfeldern gelangen Wilson mit der Abschaffung der Todesstrafe, der Reform des Oberhauses und Gesetzen gegen Rassendiskriminierung auch dauerhafte Reformen. Überlegungen zur Einschränkung der Macht der Gewerkschaften musste er unter deren Druck angesichts ihres großen Einflusses auf die Labour Party aufgeben.
Der Regierungswechsel zu den Konservativen unter Edward Heath brachte keine wirtschaftliche Entspannung. 

Die Freigabe des Wechselkurses des Pfundes am 23. Juni 1972 wurde in Großbritannien allgemein begrüßt.
Die Mitgliedschaft in der EG ab dem 1. Januar 1973 hatte zunächst kaum wirtschaftliche Effekte. Als im Januar 1974 während der ersten Ölpreiskrise die Energieversorgung in Schwierigkeiten geriet, wurde zeitweise allgemein die Drei-Tage-Woche eingeführt. Die Ölpreiskrise wirkte sich auf den Staatshaushalt wenig aus, weil Großbritannien dank seiner Ölfelder in der Nordsee von den stark gestiegenen Rohölpreisen profitierte. 
Doch ein Bergarbeiterstreik der National Union of Mineworkers (NUM) brachte die Regierung in Schwierigkeiten. 
Heath löste das Unterhaus auf. Die Unterhauswahl am 28. Februar 1974 brachte aber keine klaren Mehrheitsverhältnisse. Harold Wilson bildete ein Labourkabinett (als Minderheitsregierung) und bewirkte eine vorgezogene Unterhauswahl im Oktober 1974, die Labour knapp gewann.
Weder er noch James Callaghan, der nach Wilsons überraschendem Rücktritt am 16. März 1976 Parteivorsitzender und Premierminister wurde (und zuvor Außenminister gewesen war), konnten mit Preiskontrollen und Lohnkontrollen die Probleme lösen. Die Inflation erreichte im August 1975 mit 26,9 % einen Höchststand, außerdem stieg die Arbeitslosigkeit 1977 mit 1,3 Millionen Menschen auf einen Höchststand seit 1939. Diese Kombination von Inflation und fehlendem Wirtschaftswachstum, Stagflation genannt, war damals ein in vielen Industrieländern verbreitetes Phänomen. 
Der Streikwinter (Winter of Discontent) 1978/79 führte zur Niederlage Callaghans bei der Unterhauswahl am 28. März 1979. Die Konservative Partei erhielt 43,9 Prozent der Stimmen und 339 der 635 UnterhaussitzBlutsonntag (Nordirland 1972)e; Margaret Thatcher wurde Premierministerinund regierte bis zu ihrem Rücktritt am 28. November 1990. 
In Nordirland war während des Aufschwungs der Nachkriegszeit lange Ruhe eingekehrt. Angesichts der sich damals verschlechternden Wirtschaftslage und angeregt durch die Bürgerrechtsbewegung in den USA formierte sich ab der Mitte der 1960er Jahre der katholische Separatismus erneut. 
Bald kam es zu Terrorakten auf beiden Seiten sowie zu hartem militärischem Vorgehen britischer Sicherheitskräfte und ab 1969 auch der British Army. 
Am 3. August 1971 wurde der Notstand ausgerufen; kurz darauf übernahm die britische Regierung (damals Kabinett Heath) die unmittelbare Verwaltung Nordirlands (Näheres hier).
Beim Blutsonntag am 30. Januar 1972 erschossen 
Fallschirmjäger der britischen Spezialeinheit Parachute Regiment in der nordirischen Stadt Derry 13 Demonstranten und verletzten weitere 13 schwer.
Der Nordirlandkonflikt eskalierte.

### Die Ära Thatcher (1979–1990)

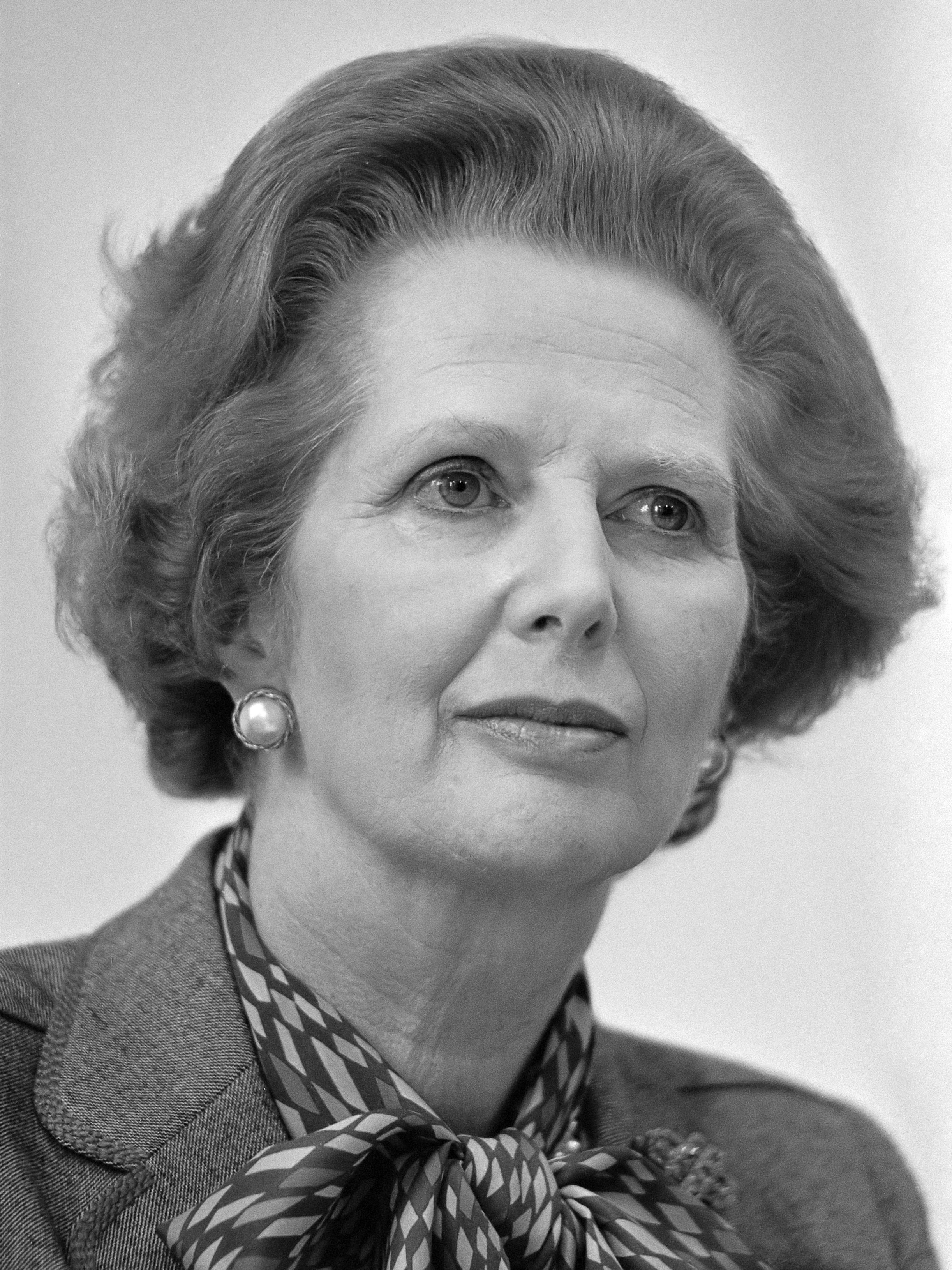
Margaret Thatcher

Margaret Thatcher, der erste weibliche Premier des Vereinigten Königreiches, orientierte sich in ihrer Wirtschaftspolitik an USA-Präsident Ronald Reagan mit einer sehr unternehmerfreundlichen Wirtschaftspolitik und bekämpfte die Macht der Gewerkschaften. Als eine der ersten Entscheidungen senkte die Regierung Thatcher 1979 den Spitzensteuersatz von 83 auf 60 Prozent. Zunächst stieg die Inflation weiter auf bis zu 22 Prozent im Mai 1980, sank jedoch bis 1982 in den einstelligen Prozentbereich.
Nach dem Sieg im Falklandkrieg 1982 hatte Thatcher genügend Rückhalt im Parlament und in der Bevölkerung, um einen einjährigen Bergarbeiterstreik unter dem Führer Arthur Scargill am 3. März 1985 siegreich zu beenden und danach die Rechte der Gewerkschaften durch eine scharfe Gesetzgebung erheblich zu beschneiden. Durch ihr hartes Vorgehen gegen innerparteiliche Kritiker hatte sich die Premierministerin innerhalb der konservativen Partei zahlreiche Feinde geschaffen, zudem begann die Inflation wieder zu steigen. Bei der Einführung eines neuen Kommunalsteuersystems, der poll tax, formierte sich der Widerstand gegen Thatcher und zwang sie am 22. November 1990 zum Rücktritt. Damit beendete sie nach elf Jahren die längste fortlaufende Regierungszeit eines Premierministers von Großbritannien seit den Napoleonischen Kriegen.
Ihr konservativer Nachfolger John Major blieb in ihrem Schatten, war zeitweise aufgrund Inflation und Arbeitslosigkeit der unbeliebteste Premier der Nachkriegszeit (14 Prozent in Umfrageergebnissen) und erlitt aufgrund von Skandalen in seiner Regierung, illegaler Waffengeschäfte und Versagens im Umgang mit der Rinderseuche BSE sowie einer Reformentwicklung der Labour Party – unter Neil Kinnock, John Smith und Tony Blair – zu New Labour am 1. Mai 1997 eine schwere Wahlniederlage (schlechtestes Ergebnis seit 1832). Erstmals seit dem Beginn des 20. Jahrhunderts erreichten auch die Liberalen wieder eine nennenswerte Anzahl von Sitzen im Unterhaus.

### New Labour (1997–2010)

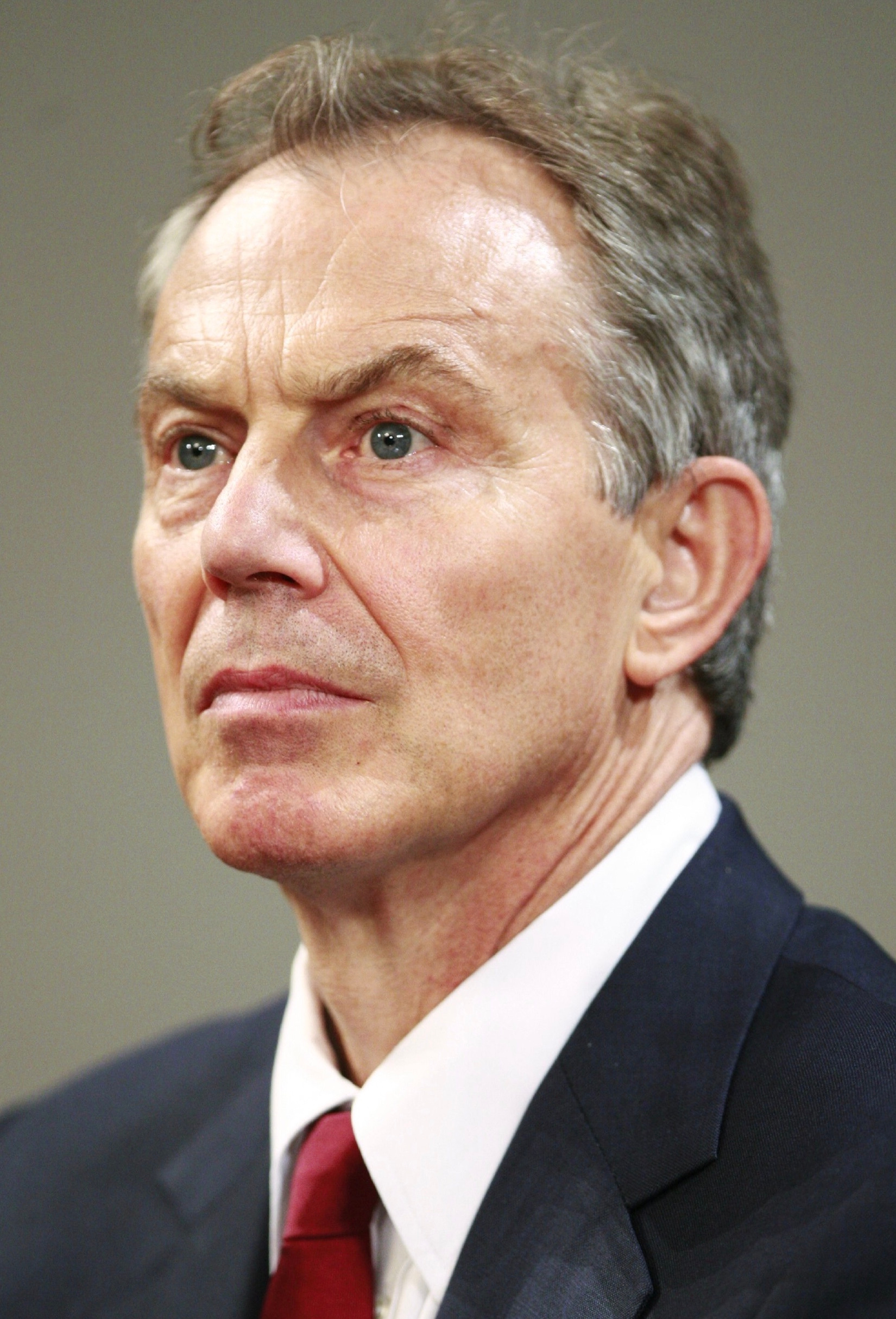
Tony Blair

In der Ära Thatcher war es zu regelrechten Zerfallserscheinungen von Labour gekommen. Der entschiedene Linkskurs der Führung hatte liberale Mitglieder aus der Partei getrieben.
Tony Blair führte zwar einerseits Arbeitsbeschaffungsprogramme und Mindestlöhne ein, doch betrieb er daneben auch industriefreundliche Deregulierung, so auch eine größere Unabhängigkeit der Bank of England. Populär machte er sich auch durch seine rasche Reaktion auf den Tod (1997) der beliebten Prinzessin Diana, der queen of hearts, besonders da die königliche Familie eine dem Volk befremdliche Zurückhaltung übte.
Einer der größten Erfolge während seiner ersten Amtszeit war die Unterzeichnung des Karfreitags-Abkommens, welches den Nordirland-Konflikt wesentlich entschärfte. Die Verhandlungen über ein Abkommen hatten bereits unter Blairs Vorgänger John Major begonnen. Es wurde schließlich am 10. April 1998 unterzeichnet. Am 26. November des gleichen Jahres war Blair der erste britische Premierminister überhaupt, der vor dem irischen Parlament eine Rede hielt. Auch wenn die Einlösung vieler Teile des Abkommens auf sich warten lässt, haben die Waffenstillstandsvereinbarungen und neuen politischen Strukturen für Nordirland die Perspektiven für einen langfristigen Frieden in Nordirland wesentlich verbessert.
Es gab zudem wesentliche Verfassungsreformen. Ein Menschenrechtskatalog wurde 1998 eingeführt; in Wales und Schottland wurden Regionalparlamente errichtet, und erbliche Adelstitel berechtigten in den meisten Fällen nicht mehr zum Einzug ins Oberhaus. Allerdings haben die Regionalparlamente nur beschränkte Befugnisse. Das schottische Parlament darf zwar in einem gewissen Rahmen Gesetze erlassen, doch die Parlamente von Wales und Nordirland dürfen lediglich über den Etat frei verfügen, der von der britischen Zentralregierung bereitgestellt wird.
Im Jahr 2000 wurde eine neue regionale Struktur für den Großraum London geschaffen und ein Freedom of Information Act verabschiedet.
In der Kosovo-Krise 1999 spielte Blair eine führende Rolle: Nachdem die Labour-Partei die Schwäche der Tory-Regierung während des Bosnienkrieges kritisiert hatte, forderte er ein klares Handeln der NATO gegenüber Slobodan Milošević. Er überzeugte US-Präsident Clinton, notfalls auch Bodentruppen im Kosovo einzusetzen. Er betonte auch seinen Willen zur intensiven Mitarbeit in der Europäischen Union, doch bei der Europäischen Währungsunion ging er nicht mit.
Nach den Terroranschlägen vom 11. September 2001 stellte sich Blair entschieden auf die Seite der USA und half bei der Bildung einer internationalen Koalition zur Intervention in Afghanistan, bei der britische Truppen beteiligt waren. Er unterstützte von Beginn an die Pläne von US-Präsident Bush zu einem möglichen Angriff auf den Irak unter Diktator Saddam Hussein. Der Krieg war international wie auch im eigenen Land heftig umstritten. Blairs Begründungen stützten sich auf die Behauptung, der Irak besitze Massenvernichtungswaffen und habe UN-Resolutionen verletzt, da der Sturz einer Diktatur im internationalen Recht kein Kriegsgrund ist. Großbritannien nahm mit 46.000 Soldaten, einem Drittel der gesamten Stärke der Armee, am Irakkrieg von 2003 teil. Nach dem Sturz von Saddam Hussein wurden die Truppen vorrangig im Süden des Irak stationiert.
Als sich die Existenz von Massenvernichtungswaffen nach dem Krieg nicht bestätigte, geriet Blair innenpolitisch unter Druck. Ihm wurde vorgeworfen, die vorliegenden Indizien einer irakischen Bedrohungen massiv übertrieben zu haben. Die Kontroverse hält bis heute an.
Innenpolitisch ging Blair nach dem Wahlsieg zunächst die Erfüllung seiner Versprechen bezüglich der öffentlichen Dienstleistungen an. Seine Regierung erhöhte die Steuern, um die Ausgaben für Bildung und Gesundheitswesen zu erhöhen. Er bemühte sich um Reformen bei der Struktur der Gesundheitswesen und gab den Krankenhäusern größere finanzielle Autonomie.
Nach dem Tod des Waffenexperten und Beraters der britischen Regierung David Kelly am 17. Juli 2003 wurden die Rücktrittsforderungen aus den eigenen Reihen und von der Opposition immer lauter. Am 29. Januar 2004 veröffentlichte der mit der Untersuchung der näheren Umstände des Todes betraute Lordrichter Brian Hutton den Schlussbericht seiner Arbeit. Dort wurde auch die Frage erörtert, ob Tony Blair die Order zur Preisgabe des Namens des Biowaffenexperten gab. Tony Blair und die Öffentlichkeit interpretieren den Abschlussbericht als völlige Entlastung, während der Generaldirektor und der Intendant der BBC umgehend von ihren Ämtern zurücktraten.
Kontroversen gab es auch um Studiengebühren. Ein Gesetz, das Erhöhungen zuließ, brachte Blair am 27. Januar 2004 an den Rand einer Abstimmungsniederlage im Unterhaus. Im April 2004 kündigte er zudem ein Referendum über die EU-Verfassung an. Nach der Ablehnung des Verfassungsentwurfs durch Frankreich und die Niederlande nahm er diese Ankündigung allerdings wieder zurück.
Bei der Unterhauswahl am 5. Mai 2005 wurde Blair erneut in seinem Amt bestätigt.
Am 7. Juli 2005 kam es in der britischen Hauptstadt zu vier Bombenanschlägen in drei U-Bahn-Zügen und einem Bus. Die Polizei und die britische Regierung nahmen an, dass die Täter sehr wahrscheinlich dem Umkreis der islamistischen Terror-Organisation Al-Qaida zuzurechnen sind und dass es britische Staatsbürger mit pakistanischen Wurzeln waren („Homegrown terrorists“). Bei den Anschlägen starben über fünfzig Menschen; mehr als 600 wurden verletzt.
Am 27. Juni 2007 trat Blair vom Amt des Premierministers zurück. Sein Nachfolger wurde der bisherige Schatzkanzler Gordon Brown, der wenige Tage zuvor auch zum Labour-Chef gewählt worden war.

Wechselkurs Euro – Pfund Sterling

Im Sommer / Herbst 2007 begann in vielen Industrieländern eine Finanzkrise.
Zudem ging in Großbritannien eine lange Phase (von etwa 1992 bis etwa Herbst 2008 während) zu Ende, in der der Finanz- und Bankensektor sich ungewöhnlich stark vergrößerte (die Zahl der dort Beschäftigten verdreifachte sich). Während dieser Krise bauten gerade Banken in USA und GB viele Arbeitsplätze ab; einige fusionierten.
Der Außenwert des Pfundes fiel von Herbst 2007 bis Frühjahr 2009 stark (gegenüber dem Euro in der Spitze um etwa ein Drittel; siehe Grafik). Dies erhöhte zwar die Wettbewerbsfähigkeit britischer Waren und Dienstleistungen im Ausland; es führte aber auch dazu, dass importierte Warten spürbar teurer wurden; die Inflationsrate stieg.
Nach den verlorengegangenen britischen Unterhauswahlen 2010 und dem Scheitern von Verhandlungen mit der Liberaldemokratischen Partei trat Brown am 11. Mai 2010 von seinen Ämtern als Premierminister und Vorsitzender der Labour Party zurück.

### Sieg der Konservativen und EU-Referendum (ab 2010)

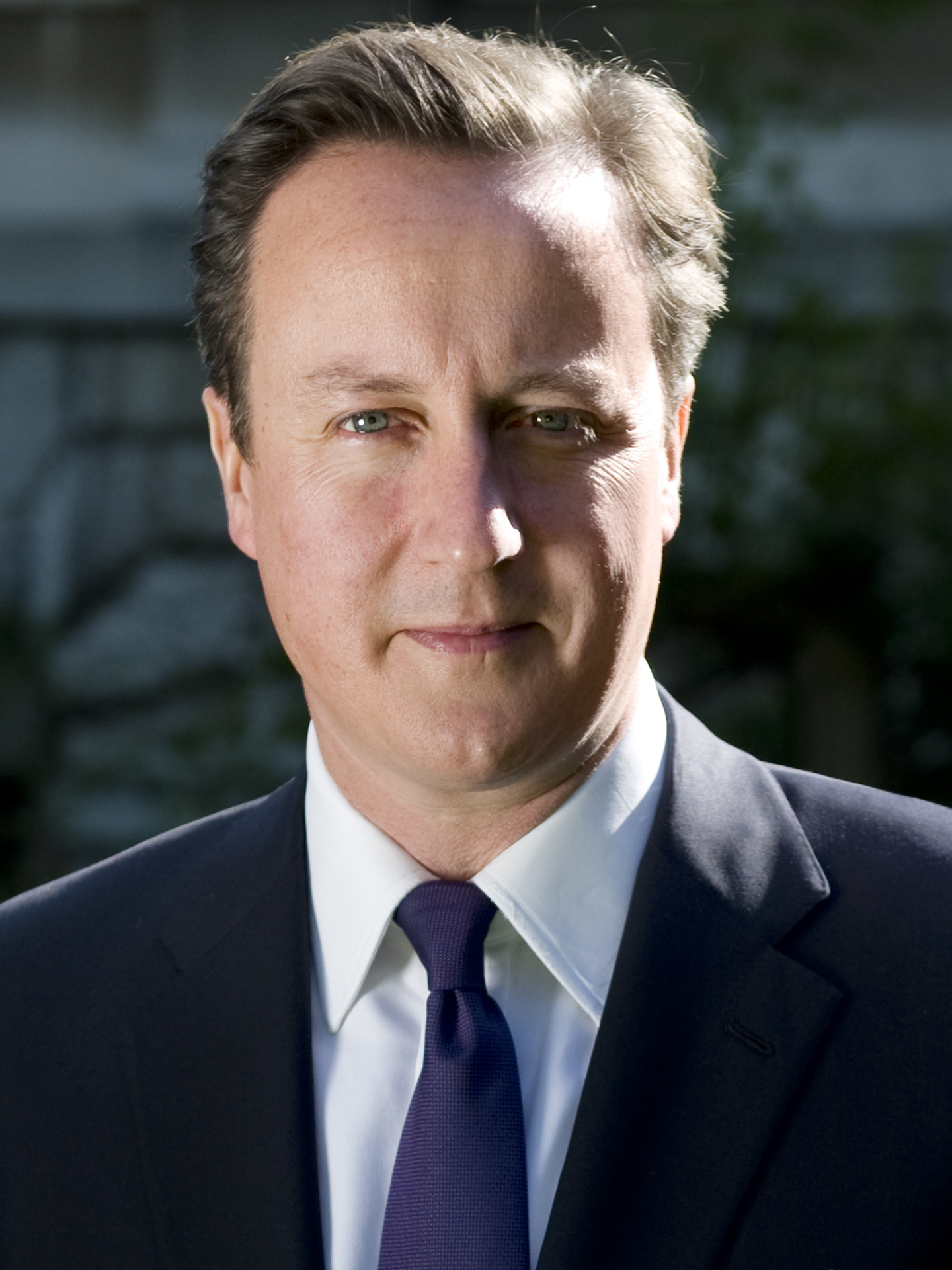
David Cameron

Es bildete sich eine Koalitionsregierung unter MP David Cameron. Ihr Amtsantritt fiel in die Zeit einer ausklingenden Weltwirtschaftskrise, der viele Industrieländer mit einer deutlichen Erhöhung der Staatsverschuldung entgegenzusteuern versuchten. GB hat weniger Industrie als andere vergleichbar wohlhabende Industrieländer. GB hat zwar seit Ende der 1970er Jahre hohe Einnahmen aus dem Nordseeöl; es ist aber seit etwa 2004 kein Nettoexporteur mehr.
Nach Schätzungen des Internationalen Währungsfonds für 2013 ist Großbritannien, gemessen am Bruttoinlandsprodukt (BIP), die sechstgrößte Volkswirtschaft der Welt und die drittgrößte in Europa, hinter Deutschland und Frankreich. Mit einem Bruttoinlandsprodukt pro Kopf von 39.567 US-Dollar steht Großbritannien auf Platz 23 der Weltrangliste vor Italien und Spanien.
Großbritannien hat den Euro nicht als Währung eingeführt. Der Euro ist in 19 EU-Ländern („Eurozone“) die gemeinsame Währung. Angesichts der seit Herbst 2009 öffentlich bekannten griechischen Finanzkrise und der Eurokrise hat es für GB einige Vorteile, eine eigene Währung zu besitzen.
2009 wurde die Inflationsrate in GB mit 2,1 Prozent angegeben; 2010 mit 3,3 Prozent; 2011 mit fast 5 Prozent (Höchstwert 5,2 % von September 2010 bis September 2011).
Die größten Streiks seit mehr als 30 Jahren am 30. November 2011 zeigen die Erwartungen der britischen Arbeitnehmer an die Regierung, die Kaufkraft der Renten zu erhalten. Im Jahr 2010 betrug das Handelsbilanzdefizit von Großbritannien rund 154,4 Milliarden US-Dollar: Exporten i.H.v. 406 Mrd. US-Dollar standen Importe i.H.v. etwa 560 Mrd. US-Dollar gegenüber.
Nach den Unterhauswahlen 2010 verlor Labour die Mehrheit an die oppositionellen Tories, die allerdings keine absolute Mehrheit an Sitzen erreichen konnten, daraufhin ging der Vorsitzende der Tories David Cameron eine für britische Verhältnisse ungewöhnliche Koalition mit den Liberaldemokraten unter Nick Clegg ein und wurde am 11. Mai 2010 schließlich neuer britischer Premierminister, Clegg Vizepremier.
Bei der Unterhauswahl am 7. Mai 2015 erreichten die Konservativen unter Führung von Cameron entgegen allen Prognosen und Meinungsumfragen vor der Wahl knapp die absolute Mehrheit der Parlamentssitze (bei einem Stimmenanteil von 36,9 %). Cameron konnte nach der Wahl eine nur aus Konservativen bestehende neue Regierung bilden.

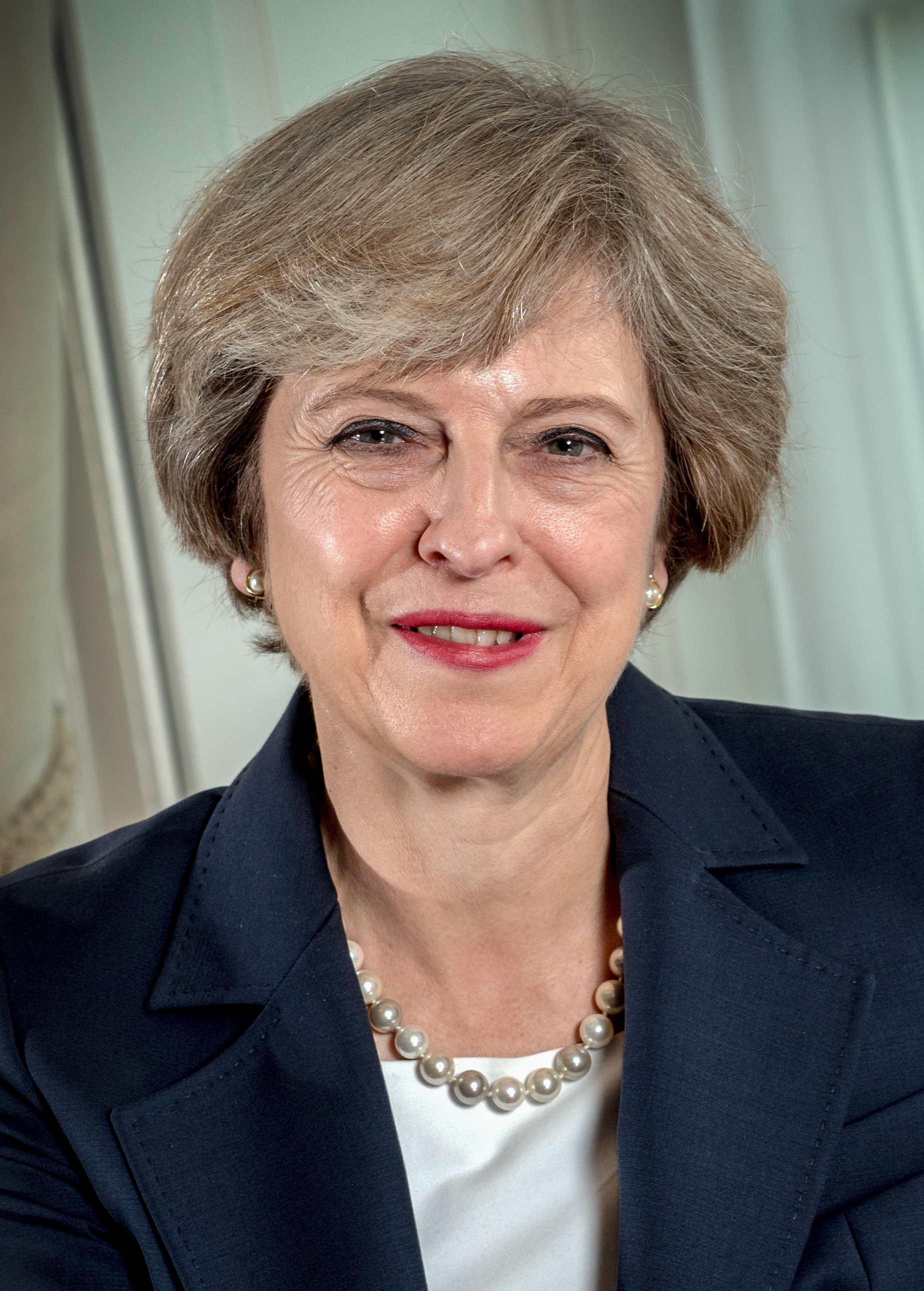
Theresa May

Über den weiteren Verbleib Schottlands im Vereinigten Königreich fand am 18. September 2014 ein Referendum statt, in dem die Zugehörigkeit zum Vereinigten Königreich bestätigt wurde.
In einem Referendum über den Verbleib des Vereinigten Königreichs in der Europäischen Union stimmten am 23. Juni 2016 51,9 Prozent der Abstimmenden für einen Austritt aus der Europäischen Union. David Cameron erklärte seinen Rücktritt bis Oktober. Schließlich übernahm bereits am 13. Juli seine Parteifreundin Theresa May die Regierungsgeschäfte mit dem Kabinett May I.
Sie leitete den Austrittsprozess gemäß Artikel 50 des Vertrags über die Europäische Union am 29. März 2017 durch schriftliche Mitteilung an den Europäischen Rat rechtlich wirksam in die Wege. Damit ist nach der vertraglich vorgesehenen zweijährigen Verhandlungsperiode mit dem Austritt für März 2019 zu rechnen. Für den 8. Juni 2017 wurden Neuwahlen zum Unterhaus angesetzt, bei denen die Konservativen Stimmenanteile und die absolute Mehrheit im Parlament einbüßten. May bildete in der Folge ihr zweites Kabinett, das als Minderheitsregierung auf die Unterstützung der nordirischen Democratic Unionist Party angewiesen ist.

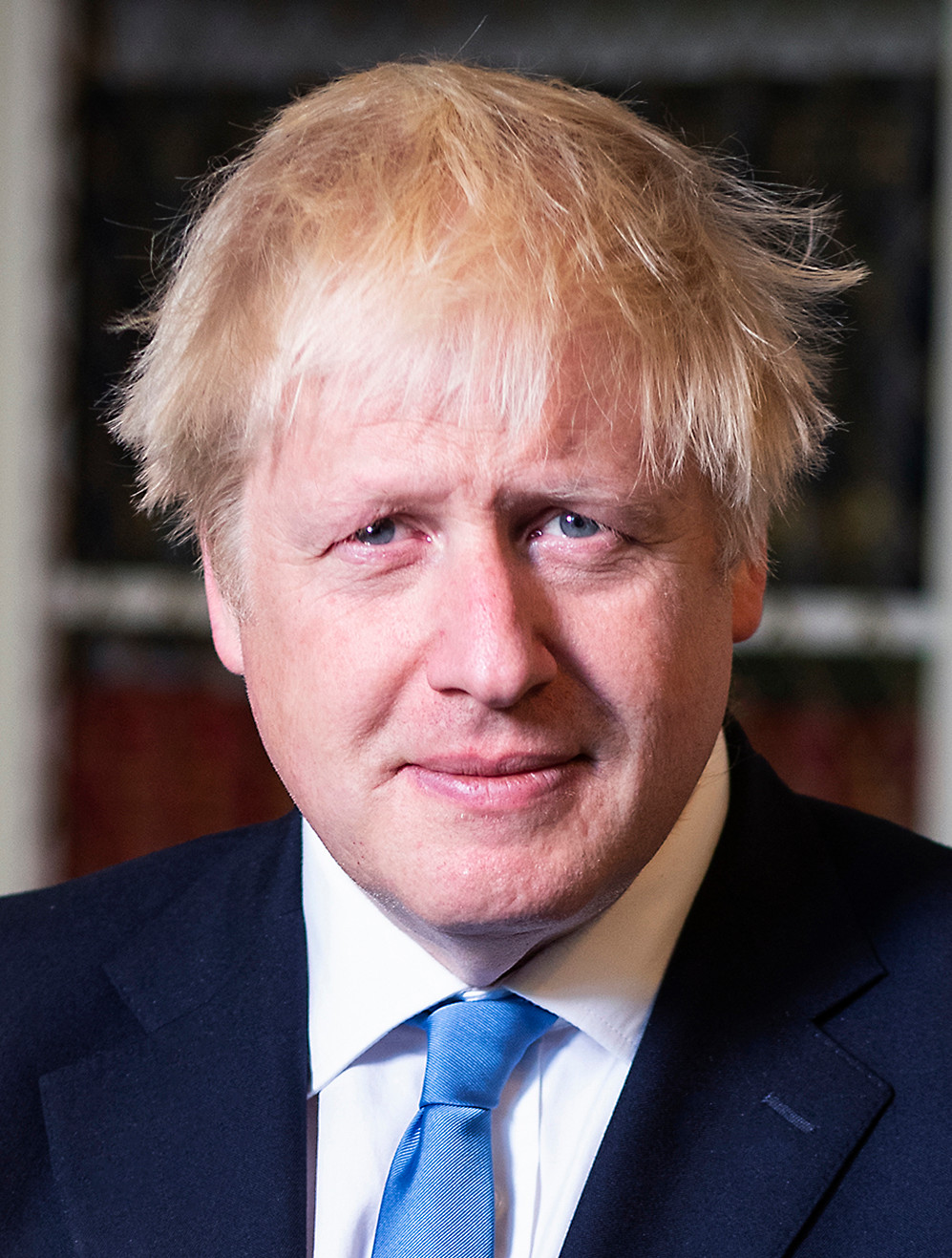
Boris Johnson

Nach mehreren Abstimmungsniederlagen Theresa Mays im Unterhaus wurde Boris Johnson zum Parteivorsitzenden der Konservativen gewählt
und am 24. Juli 2019 zum Premierminister bestimmt.
Am 28. August 2019 beurlaubte die Queen auf Antrag Johnsons das Unterhaus für fünf Wochen.
Am 24. September entschied der Supreme Court, die verlängerte Beurlaubung sei nichtig.
Doch bei der Unterhauswahl 2019 führte Johnson die Konservativen zum größten Wahlerfolg seit den 1980er Jahren unter Margaret Thatcher.
Damit stand dem EU-Austritt (Brexit) am 31. Januar 2020 nichts mehr im Weg. Mit dem 1. Februar 2020 trat Großbritannien als Mitglied der Europäischen Union aus dieser aus. Innerhalb einer sogenannten Übergangsphase bis zum 31. Dezember 2020 sollen die zukünftigen Beziehungen zwischen der Europäischen Union und Großbritannien durch Verhandlungen gestaltet werden.
Durch den Wegfall von osteuropäischen Arbeitsmigranten nach dem Brexit erlebte Großbritannien ab Herbst 2021 eine Versorgungskrise (insbesondere von Kraftstoff). Von 2020 bis Herbst 2021 hatten 300.000 Arbeitskräfte Großbritannien verlassen. Allein in der Logistikbranche fehlten Großbritannien nach dem Brexit 100.000 Lkw-Fahrer.

## Audiodokumentation
- Eyewitness: A History of the Twentieth Century in Sound (BBC Audio History)